# ゴール裏
ゴール裏（ゴールうら）は、サッカーゴールの裏側にある観客席の通称。多くの場合で応援席の扱いをされており、ゴール裏に無い観客席でも単に応援席を指してゴール裏と呼ばれる事がある。
19世紀初頭にイングランドのスタジアムで作られたテラスと呼ばれる立ち見の観客席が起源。ゴール裏=テラスの文化は世界中に広がり、各国のゴール裏はほぼ全て熱狂的な観客達の応援席になった。
ゴール裏は一方のゴールから最も遠い観客席であり、試合を俯瞰で捉えることは難しい。立ち見席も多く快適とは言えない観戦環境であり、多くの場合で最も安価な入場料に設定されている。